# Sexual Perversity in Chicago
Sexual Perversity in Chicago ist ein Theaterstück von David Mamet, das sich um die Leben zweier Männer und Frauen in den 1970er Jahren dreht. Die Sprache des Stücks ist geprägt von regionalem Jargon und vulgären Ausdrücken.

## Inhalt
Es geht um die Hochs und Tiefs in der Beziehung zwischen Danny und Deborah, die sich treffen, sich verlieben, zueinanderziehen und sich ebenso schnell wieder trennen, wie sie sich gefunden haben.
Danny ist ein naiver und schwacher Mensch, Deborah dagegen ist extrovertiert, sie sprüht vor Energie.
Bernie und Joan, das zweite und sehr gegensätzliche Paar, verkörpert die vollkommene Unfähigkeit zwischen Männern und Frauen, zu einer gemeinsamen Verständigung zu kommen.
Auch Bernie ist ein unsicherer und ängstlicher Mann, der sich hinter einer Maske von Vulgarität und aggressivem Sexismus versteckt, während Joan absolut negativ ist, misstrauisch und kritiksüchtig. So stellt das Stück intime zwischenmenschliche Beziehungen als Minenfelder von verschütteten Ängsten und von Missverständnissen dar.
Danny und Bernie bereichern ihre banalen Bürojobs mit Geplänkel über ihre sexuellen Erfahrungen und Vorlieben. Die Frauen dagegen diskutieren die Unzulänglichkeiten der Männer, mit denen sie sich die Zeit vertreiben. Die Haupthandlung wird vor allem durch die ständigen Dialoge der beiden Protagonisten Danny und Deborah über Männer und Frauen bestimmt.